# Gryllotalpidae
Courtilières, Taupe-grillon
Famille
Les Gryllotalpidae sont une famille d'Orthoptera ensifères, plus communément appelés Courtilières ou Taupes-grillons. Ce sont des insectes fouisseurs, aux pattes avant transformées pour creuser.

## Systématique
La famille a été décrite par le naturaliste britannique William Elford Leach en 1815.
Le genre de référence est : Gryllotalpa Latreille, 1802

### Liste des genres
Selon Orthoptera Species File (19 mai 2012) :
- sous-famille Gryllotalpinae Leach, 1815
  - genre Gryllotalpa Latreille, 1802
  - genre Gryllotalpella Rehn, 1917
  - genre Neocurtilla Kirby, 1906
  - genre Pterotriamescaptor Gorochov, 1992 †
  - genre Triamescaptor Tindale, 1928
- sous-famille Marchandiinae Gorochov, 2010 †
  - genre Archaeogryllotalpoides Martins-Neto, 1991 †
  - genre Cratotetraspinus Martins-Neto, 1997 †
  - genre Marchandia Perrichot, Neraudeau, Azar, Menier & Nel, 2002 †
  - genre Palaeoscapteriscops Martins-Neto, 1991 †
- sous-famille Scapteriscinae Zeuner, 1939
  - genre Indioscaptor Nickle, 2003
  - genre Scapteriscus Scudder, 1868

### Répartition par genre

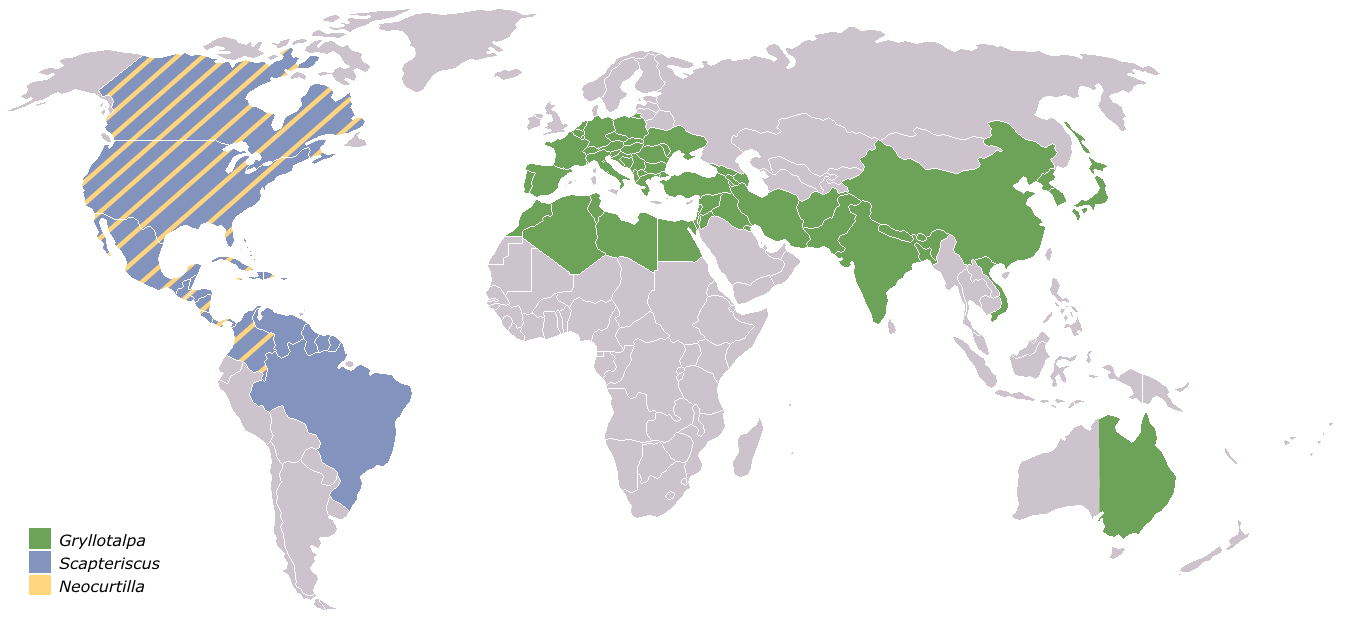
Répartition de quelques genres :
genre Gryllotalpa
genre Scapteriscus
genre Neocurtilla